# Mistrzostwa Świata Juniorów w Saneczkarstwie 2018 (tory naturalne)
11. Mistrzostwa Świata Juniorów w Saneczkarstwie na torach naturalnych 2018 odbyły się w dniach 3 – 4 lutego we włoskim Laas. Rozegrane zostały trzy konkurencje: jedynki kobiet, jedynki mężczyzn oraz dwójki mężczyzn.
W jedynkach kobiet zwyciężyła Włoszka Alexandra Pfattner, a wśród mężczyzn Austriak Fabian Achenrainer. W dwójkach triumfowali Fabian Achenrainer i Miguel Brugger z Austrii.

## Terminarz i medaliści
| Data          | Miejscowość | Konkurencja      | Złoto                                       | Srebro                                    | Brąz                                       |
| ------------- | ----------- | ---------------- | ------------------------------------------- | ----------------------------------------- | ------------------------------------------ |
| 4 lutego 2018 | Laas        | Jedynki kobiet   | Alexandra Pfattner                          | Nadine Staffler                           | Christa Unterholzner                       |
| 4 lutego 2018 | Laas        | Jedynki mężczyzn | Fabian Achenrainer                          | Florian Markt                             | Laurin Jakob Kompatscher                   |
| 3 lutego 2018 | Laas        | Dwójki mężczyzn  | Austria Fabian Achenrainer · Miguel Brugger | Włochy Florian Haselrieder · Elias Gruber | Rosja Kiriłł Krawczuk · Aleksandr Żyrianow |

## Wyniki

### Jedynki kobiet
- Data: 3/4 lutego 2018

| Miejsce | Zawodniczka          | Narodowość | 1. zjazd | 2. zjazd | 3. zjazd | Czas    | Strata |
| ------- | -------------------- | ---------- | -------- | -------- | -------- | ------- | ------ |
|         | Alexandra Pfattner   | Włochy     | 1:02,60  | 1:02,21  | 1:01,97  | 3:06,78 | -      |
|         | Nadine Staffler      | Włochy     | 1:02,91  | 1:02,26  | 1:02,28  | 3:07,45 | +0,67  |
|         | Christa Unterholzner | Włochy     | 1:02,97  | 1:02,69  | 1:02,52  | 3:08,18 | +1,40  |
| 4.      | Lisa Walch           | Niemcy     | 1:02,99  | 1:02,92  | 1:03,14  | 3:09,05 | +2,27  |
| 5.      | Daniela Mittermair   | Włochy     | 1:03,27  | 1:02,86  | 1:03,35  | 3:09,48 | +2,70  |
| 6.      | Vanessa Markt        | Austria    | 1:05,16  | 1:03,96  | 1:04,92  | 3:13,14 | +6,36  |
| 7.      | Aleksandra Suworowa  | Rosja      | 1:05,64  | 1:04,57  | 1:05,20  | 3:15,41 | +8,63  |
| 8.      | Julia Płowy          | Polska     | 1:06,28  | 1:07,36  | 1:06,45  | 3:20,09 | +13,31 |
| 9.      | Anastasija Sljusar   | Ukraina    | 1:06,67  | 1:07,07  | 1:06,49  | 3:20,23 | +13,45 |
| 10.     | Wiktorija Biełowa    | Rosja      | 1:07,09  | 1:07,37  | 1:06,60  | 3:21,06 | +14,28 |
| . . .   |                      |            |          |          |          |         |        |
| 14.     | Klaudia Promny       | Polska     | 1:10,75  | 1:09,60  | 1:11,47  | 3:31,82 | +25,04 |

### Jedynki mężczyzn
- Data: 3/4 lutego 2018

| Miejsce | Zawodnik                 | Narodowość | 1. zjazd | 2. zjazd | 3. zjazd | Czas    | Strata |
| ------- | ------------------------ | ---------- | -------- | -------- | -------- | ------- | ------ |
|         | Fabian Achenrainer       | Austria    | 1:01,90  | 1:01,26  | 1:01,31  | 3:04,47 | -      |
|         | Florian Markt            | Austria    | 1:01,86  | 1:01,30  | 1:01,44  | 3:04,60 | +0,13  |
|         | Laurin Jakob Kompatscher | Włochy     | 1:02,00  | 1:02,19  | 1:01,44  | 3:05,63 | +1,16  |
| 4.      | Nikołaj Szułgin          | Rosja      | 1:02,41  | 1:01,81  | 1:01,49  | 3:05,71 | +1,24  |
| 5.      | Daniel Gruber            | Włochy     | 1:02,08  | 1:02,05  | 1:01,63  | 3:05,76 | +1,29  |
| 6.      | Aleksandr Żyrianow       | Rosja      | 1:02,36  | 1:02,16  | 1:01,77  | 3:06,29 | +1,82  |
| 7.      | Florian Haselrieder      | Włochy     | 1:02,76  | 1:01,75  | 1:01,83  | 3:06,34 | +1,87  |
| 8.      | Fabian Brunner           | Włochy     | 1:03,02  | 1:02,50  | 1:02,60  | 3:08,12 | +3,65  |
| 9.      | Elias Gruber             | Włochy     | 1:03,55  | 1:02,29  | 1:02,29  | 3:08,13 | +3,66  |
| 10.     | Miguel Brugger           | Austria    | 1:03,27  | 1:02,91  | 1:03,18  | 3:09,36 | +4,89  |
| . . .   |                          |            |          |          |          |         |        |
| 14.     | Mateusz Zuber            | Polska     | 1:06,03  | 1:05,17  | 1:04,24  | 3:15,44 | +10,97 |
| 19.     | Kacper Pietraszko        | Polska     | 1:05,79  | 1:05,69  | 1:06,19  | 3:17,67 | +13,20 |
| 32.     | Patryk Budny             | Polska     | 1:06,12  | 1:20,55  | NQ       | 2:26,67 | —      |

### Dwójki mężczyzn
- Data: 3 lutego 2018

| Miejsce | Zawodnicy                              | Narodowość | 1. zjazd | 2. zjazd | Czas    | Strata |
| ------- | -------------------------------------- | ---------- | -------- | -------- | ------- | ------ |
|         | Fabian Achenrainer Miguel Brugger      | Austria    | 1:06,89  | 1:06,21  | 2:13,10 | -      |
|         | Florian Haselrieder Elias Gruber       | Włochy     | 1:07,12  | 1:07,11  | 2:14,23 | +1,13  |
|         | Kiriłł Krawczuk Aleksandr Żyrianow     | Rosja      | 1:07,59  | 1:07,70  | 2:15,29 | +2,19  |
| 4.      | Josef Limmer Simon Dietz               | Niemcy     | 1:08,61  | 1:08,39  | 2:17,00 | +3,90  |
| 5.      | Maximilian Pichler Mathias Pichler     | Austria    | 1:10,60  | 1:09,81  | 2:20,41 | +7,31  |
| 6.      | Blaž Mekina Bine Mekina                | Słowenia   | 1:11,46  | 1:10,21  | 2:21,67 | +8,57  |
| 7.      | Aleksiej Chabibulin Andriej Kałoszin   | Rosja      | 1:10,89  | 1:10,99  | 2:21,88 | +8,78  |
| 8.      | Aleksiej Sierguszkin Jewgienij Obiedin | Rosja      | 1:12,36  | 1:11,87  | 2:24,23 | +11,13 |
| 9.      | Kacper Pietraszko Patryk Budny         | Polska     | 1:13,96  | 1:13,15  | 2:27,11 | +14,01 |

## Klasyfikacja medalowa
| Miejsce | Państwo | złoto | srebro | brąz | Razem |
| ------- | ------- | ----- | ------ | ---- | ----- |
| 1.      | Austria | 2     | 1      | 0    | 3     |
| 2.      | Włochy  | 1     | 2      | 2    | 5     |
| 3.      | Rosja   | 0     | 0      | 1    | 1     |